# Österreichisch-ungarische Cantoren-Zeitung
Die Österreichisch-ungarische Cantoren-Zeitung. Organ für die Gesammt-Interessen jüdischer Cantoren. Central-Organ für die Interessen der Cantoren und Cultus-Beamten war eine von 1881 bis 1903 erschienene Zeitung für jüdische Kantoren. Der Begründer und Chefredakteur war Jakob Bauer (1852–1926), Oberkantor am Türkischen Tempel in Wien. Die Zeitung erschien zunächst selbständig in achttägigem, später zehntägigem Rhythmus. Ab 1904 wurde das Blatt als Beilage in die Zeitschrift Die Wahrheit integriert und bis 1908 fortgeführt.